# Le Renégat (roman)
Pour les articles homonymes, voir Le Renégat.
Le Renégat est un roman de fantasy écrit par Robin Hobb. Traduction française du premier tiers du livre original Renegade's Magic publié en 2007, il a été publié en français le 9 mars 2009 aux éditions Pygmalion et constitue le sixième tome du cycle Le Soldat chamane.

## Résumé
Jamère Burvelle a fui la ville de Guetis en se faisant passer pour mort pour commencer une nouvelle vie dans la forêt avec les Ocellions. Il découvre que l'arbre qui abrite l'âme de Lisana, la femme-arbre, se trouve sur le tracé de la route du roi. Arrêter les travaux devient alors une nécessité et Jamère utilise toute la magie qu'il a en lui pour détruire une portion de route ainsi que ses abords. Cette dépense d'énergie est si totale qu'elle l'emmène aux portes de la mort. Il est sauvé par Olikéa, son fils Likari, sa sœur Firada et par Jodoli, un Opulent dont Firada est la nourricière. À son réveil, Fils-de-Soldat, le double ocellion qui se trouve en Jamère depuis que Lisana a séparé son âme en deux, chasse Jamère et prend possession de son corps, Jamère n'étant plus que spectateur de ces actions.
Les jours suivants, Olikéa et Likari, choisis par Fils-de-Soldat pour nourriciers, permettent à Fils-de-Soldat de récupérer une partie de la magie utilisée par Jamère en le faisant manger le plus possible. Il est soudain appelé par Lisana car Épinie est en train d'essayer de brûler son arbre pour se venger à la suite de ce qu'elle pense être sa mort. Fils-de-Soldat intervient juste à temps et Épinie rentre à Guetis pour annoncer à Spic et Amzil que Jamère n'est pas mort et pour dire à Amzil que son cousin l'aime.
Après quatre jours de repos et de repas, Fils-de-Soldat traverse la chaîne de la Barrière avec Olikéa et Likari pour se rendre au bord de la mer, là où les Ocellions pratiquent tous les hivers le troc avec d'autres tribus venues par bateaux ou installées sur le rivage. Pour ce déplacement, Fils-de-Soldat utilise le Marche-vite, une technique magique permettant de se déplacer très vite. En chemin, il se rend à l'ancienne demeure de Lisana. Celle-ci était jadis une puissante Opulente et elle avait caché dans son habitation divers objets qui aujourd'hui sont très recherchés. Arrivé à destination, Fils-de-Soldat y fait montre de sa richesse en échangeant des objets ayant appartenu à Lisana.